# Warande

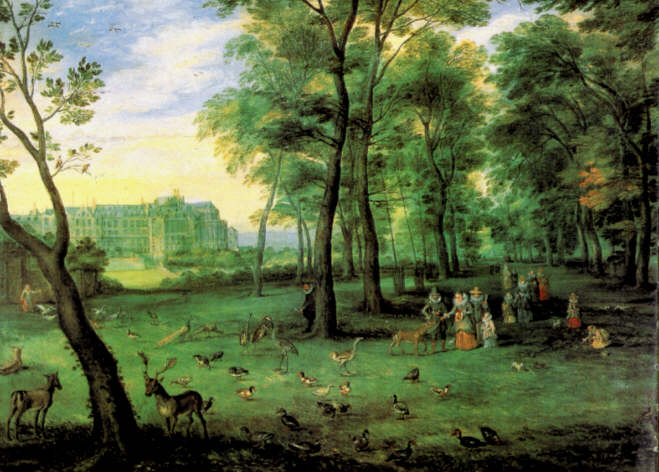
De Warande te Brussel, geschilderd door Jan Brueghel de Oude tussen 1609 en 1621

Warande is de benaming die in de Lage Landen gebruikt werd voor een besloten jachtterrein of lusthof, doorgaans eigendom van een voorname familie. De naam komt al in de middeleeuwen voor, doch ook daarna werden nog vele warandes aangelegd. Ze waren er in verschillende soorten, zoals bijvoorbeeld de konijnenwarande die ingericht was voor de jacht op konijnen.
Een vrije warande was een niet-afgesloten terrein waarop de rechthebbenden van het recht op vrije warande konden jagen met uitsluiting van anderen. Dit recht kon in handen zijn van andere personen dan de eigenaars van het terrein. Het was een onderdeel van het feodaal jachtrecht.
Veel warandes werden omgevormd tot villaparken of stadsparken.

## Voorbeelden

### Nederland
- Een voorbeeld van een tot villapark omgevormde warande ligt in het Noord-Brabantse Deurne bij de buurtschap Walsberg.
- De 'Waranden ghenaempt de Coe Camp' in Den Haag, waar in de middeleeuwen runderen liepen, is in de 16e eeuw een hertenkamp geworden en heet nog steeds Koekamp.
- In Helmond werd de Warande een stadspark.
- In Oosterhout werd het zwembad, nu recreatieoord de Warande, eerst een natuurbad, toen buitenbaden, nu een zwemsportcomplex.
- Tilburg kent (jacht)park 'De Warande', aangelegd in 1712 en na de aanleg van de Nieuwe Warande aan de andere kant van de stad omgedoopt in Oude Warande, een van de weinige volledig bewaard gebleven sterrenbossen in Nederland.

### België
- Boortmeerbeek kent een park dat ontstond rond 1730. De landsheer Rutten breidde het uit en baat er een gezelschapshuis uit, dat nog steeds dienstdoet.
- In het centrum van Brussel is er het Warandepark, met aan de ene kant het Koninklijk Paleis en aan de andere kant het Paleis der Natie waar het Parlement en de Senaat gevestigd zijn.
- Ook Diest noemt zijn stadspark de Warande. Een nabijgelegen school voor buitengewoon onderwijs werd ernaar genoemd: De Warandeschool.
- In Torhout werd het een natuurlijk speelbos.
- In Turnhout werd cultuurhuis De Warande op het voormalige jachtterrein van het Kasteel van de hertogen van Brabant gebouwd, wat de naam verklaart.
- In Lille (België) is er de Warandeplas[1]

In de afgeleide betekenis van lusthof wordt "De Warande" ook als naamgeving gebruikt voor uiteenlopende zaken zoals restaurants, cafés, openluchtdomeinen, buitenzwembaden en wijken en buurten, maar ook voor publicaties zoals het tijdschrift Dietsche Warande en Belfort en het emblematisch fabelboek Vorstelijcke warande der dieren, van Joost van den Vondel, verschenen in 1617.